# Colchester
Colchester é uma cidade e a principal povoação do borough de Colchester em Essex, no leste da Inglaterra e a 90 km a nordeste de Londres. Sua ligação com a capital é pela estrada A12 e pela Great Eastern Main Line. 
Possui 104.390 habitantes e, como a mais antiga cidade romana registrada, reivindica o título de mais antiga cidade da Grã-Bretanha.